# Арестово-Шевелево
Арестово-Шевелево — деревня в Островском районе Псковской области. Входит в состав Воронцовской волости.
Расположена на реке Черёха, в 46 км к северо-востоку от города Остров и в 22 км к северо-востоку от волостного центра, села Воронцово.
Численность населения деревни по состоянию на 2000 год составляет 3 жителей.
До 2005 года деревня входила в состав ныне упразднённой Шаркуновской волости с центром в д.Погорелка.